# Galeodes spectabilis
Galeodes spectabilis är en spindeldjursart som först beskrevs av Roewer 1934.  Galeodes spectabilis ingår i släktet Galeodes och familjen Galeodidae. Inga underarter finns listade i Catalogue of Life.